# Индекс автомобильных номеров Республики Кипр
Автомобильные номера Республики Кипр имеют формат ААА 123. Буквы чёрные, выбиты на белом фоне. Слева — эмблема Евросоюза и код страны.

## История
В 2004 в связи с вступлением Республики Кипр в Европейский Союз был изменён стандарт, согласно которому изменялся шрифт написания символов, добавлялась синяя полоса слева с эмблемой Евросоюза и код страны (CY).
В 2013 году вступил в силу новый стандарт, который действует по сегодняшний день. Основные изменения коснулись шрифта и цвета знаков. Изменился цвет задней пластины, который до этого был жёлтого цвета. Добавлены также числа, которые информируют про месяц и год регистрации транспортного средства. Знаки такси имеют жёлтый цвет что спереди, что сзади. Территориальной привязки номерные знаки Республики Кипр стандарта 2013 года не имеют. Используются только следующие буквы: ABEHKMNPTXYZ.